# Distretto di Cocachacra
Il distretto di Cocachacra è uno dei sei distretti della provincia di Islay, in Perù. Si trova nella regione di Arequipa e si estende su una superficie di 1.536,96 chilometri quadrati.

Istituito il 3 gennaio 1879, ha per capitale la città di Cocachacra; al censimento 2005 contava 9.301 abitanti.